# 2021年度美國國防授權法
威廉·麦克莱伦·“麦克”·索恩贝里2021财年国防授权法案（英語：William M. (Mac) Thornberry National Defense Authorization Act for Fiscal Year 2021，H.R.6395）是一部美國聯邦法律，规定了2021财政年度美国国防部的预算、支出和政策。该法案是为了纪念麥克·索恩貝里，他曾担任美国众议院军事委员会主席和高级成员。
这项7400亿美元的法案包括为美軍士兵加薪、美軍装备现代化，以及在美军从德国或阿富汗撤军前需要更多审查的条款。美国总统唐纳德·特朗普曾威胁要否决这项法案，因为该法案没有废除1996年的一项立法以保护互联网公司对第三方在其网站上发布的内容不承担责任。该法案还包括一项条款，限制总统使用紧急命令来转移军事建设资金扩建美墨边境墙。法案中的另一项条款将要求美国国防部重新命名以南方邦联人物命名的美军基地。该法案还包含多项反洗钱条款，有效禁止匿名空壳公司。該法案也包含《美國半導體生產激勵措施法》（Creating Helpful Incentives to Produce Semiconductors for America（CHIPS）Act），獎勵在美國研發和製造半導體。
该法案于2020年12月11日在参众两院以无否决权的多数票获得通过。12月23日，特朗普動用否决权否决了这项法案。参众两院分别在12月28日和2021年1月1日投票推翻否决权，这是特朗普总统任期内唯一一次否决权被推翻。